# ㄶ
ㄶ(표준어: 니은히읗)은 한글 낱자의 ㄴ과 ㅎ을 겹쳐 놓은 것이다. 첫소리로는 쓰이지 않고 용언의 받침으로만 쓰인다.
소리는 보통 ㄴ과 같으나, 다음 음절 닿소리가 ㄱ, ㄷ, ㅂ, ㅅ, ㅈ인 경우, 그 자음을 거센소리로 만들며(ㅋ, ㅌ, ㅍ, ㅆ, ㅊ),
- 많고 → [만ː코]
- 많다 → [만ː타]
- 많소 → [만ː쏘]
- 많지 → [만ː치]

ㄴ인 경우에는 덧낸다.
- 많니 → [만ː니]

또, 다음 음절이 홀소리로 시작하면 ㅎ 소리가 사라진다.
- 많아 → [마ː나]

## 코드 값
| 종류                  | 종류           | 글자 | 유니코드 | HTML     |
| --------------------- | -------------- | ---- | -------- | -------- |
| 한글 호환 자모        | 한글 호환 자모 | ㄶ   | U+3136   | &#12598; |
| 한글 자모 영역        | 첫소리         | ᅝᅠ   | U+115D   | &#4445;  |
| 한글 자모 영역        | 끝소리         | ᅟᅠᆭ   | U+11AD   | &#4525;  |
| 한양 사용자 정의 영역 | 첫소리         |   | U+F78F   | &#63375; |
| 한양 사용자 정의 영역 | 끝소리         |   | U+F87F   | &#63615; |
| 반각                  | 반각           | ﾦ    | U+FFA6   | &#65446; |

| 자명 | 니은히읗（남） 니은히읗（북）                                                                                       |
| 발음 | 어중 : [ nɦ ], 어말 : [ n ], 어중 구개음화 : [ nʝ ]（남） 어중 : [ nɦ ], 어말 : [ n ], 어중 구개음화 : [ nʝ ]（북） |
| 이음 | 후행 자음이 평음일 경우 평음이 격음으로 된다.                                                                       |